# روبرت إل. ريتشاردز
روبرت إل. ريتشاردز (بالإنجليزية: Robert L. Richards)‏ هو كاتب سيناريو أمريكي، ولد في 1950.

## وصلات خارجية
- روبرت إل. ريتشاردز على موقع IMDb (الإنجليزية)
- روبرت إل. ريتشاردز على موقع ألو سيني (الفرنسية)
- روبرت إل. ريتشاردز على موقع أول موفي (الإنجليزية)
- روبرت إل. ريتشاردز على موقع قاعدة بيانات الأفلام السويدية (السويدية)
- روبرت إل. ريتشاردز على موقع قاعدة بيانات الفيلم (الإنجليزية)
- روبرت إل. ريتشاردز على موقع كينوبويسك (الروسية)